# Osip Dymov
Osip Isidorovitj Perelman (О́сип Исидо́рович Перельма́н), mera känd under sin pseudonym Osip Dymov (О́сип Ды́мов), född 1878, död 1959, var en rysk författare.
Perelman har i en del noveller och dramer gett kärvt realistiska skildringar från rysk småborgerlig, huvudsakligen judisk miljö i en stil, påverkad av den österrikiska modernisten Peter Altenberg.